# 마이모니데스 파크
마이모니데스 파크(Maimonides Park)은 미국의 다목적 경기장이다. 뉴욕 브루클린의 코니아일랜드에 위치하고 있으며 NASL 뉴욕 코스모스의 홈경기장이다.